# Serjania lachnocarpa
Serjania lachnocarpa är en kinesträdsväxtart som först beskrevs av George Bentham och Ludwig Radlkofer, och fick sitt nu gällande namn av P. Acevedo-rodriguez. Serjania lachnocarpa ingår i släktet Serjania och familjen kinesträdsväxter. Inga underarter finns listade i Catalogue of Life.